# Moril Fontaine
Pour les articles homonymes, voir Fontaine.
Moril Fontaine (1914-1999) a été une sage-femme, une syndicaliste et une personnalité politique de La Réunion.

## Biographie
Moril Fontaine est née le 11 mai 1914 à Saint-Philippe dans une famille nombreuse d’agriculteurs et morte le 18 février 1999 à Saint-Denis. Elle a suivi des études de sage-femme avant d'être engagée au service de Santé de La Réunion.
En 1945, à l'occasion des élections municipales à Saint-Denis, elle a été la première femme élue de la Réunion, sur la liste du CRADS menée par le docteur Raymond Vergès, qui était également son directeur au service de santé de La Réunion.
Fervente catholique, membre du Tiers-Ordre franciscain, elle s'efforce ensuite d'implanter le syndicalisme chrétien à la Réunion aux côtés du père Jean Barassin. En 1946, elle ouvre une section de la CFTC au service de santé dans lequel elle travaille et en devient la présidente. 